# Mesoclemmys vanderhaegei
Espèce
Synonymes
- Phrynops tuberculatus vanderhaegei Bour, 1973
- Phrynops vanderhaegei Bour, 1973
- Bufocephala vanderhaegei (Bour, 1973)

Répartition géographique
Statut de conservation UICN

 NT  : Quasi menacé
Mesoclemmys vanderhaegei est une espèce de tortue de la famille des Chelidae.

## Répartition
Cette espèce se rencontre :
- au Paraguay ;
- en Bolivie dans le département de Santa Cruz ;
- en Argentine dans les provinces de Misiones, de Formosa et de Corrientes ;
- au Brésil dans les États du Paraná, de São Paulo, du Minas Gerais, du Mato Grosso do Sul, du Mato Grosso, du Goiás et du Tocantins.

## Étymologie
Cette espèce est nommée en l'honneur de Maurice Vanderhaege.

## Publication originale
- Bour, 1973 : Contribution a la connaissance de Phrynops nasutus (Schweigger: 1812) et Phrynops tuberculatus (Luederwaldt: 1926). Description d'une nouvelle sous-espèce originaire du Paraguay, Phrynops tuberculatus vanderhaegei (Testudinata - Pleurodira - Chelidae. Bulletin de la Société Zoologique de France, vol. 98, p. 175-190.